# Karla Monroig
 Karla Patricia Monroig Pomales (Guayama, Puerto Rico, 5 de marzo de 1979), más conocida como Karla Monroig, es una actriz, modelo y presentadora de televisión puertorriqueña.

## Biografía
Nació en Guayama, Puerto Rico, ubicado en la región del sur del valle costero de la isla de Puerto Rico. Karla Monroig hace su Bachillerato en Comunicaciones en la Universidad del Sagrado Corazón en Santurce.
Participó en el concurso de belleza "Miss Borinquen Teenage", donde resultó ser la primera finalista y obtuvo el premio de cultura, de ahí nació su inquietud por las pasarelas, y comienza a tomar cursos para habilitarse en este ámbito. En 1996 participa en "La cara de imagen", donde quedó finalista una vez más. El modelaje se convirtió para Karla en el primer camino que decidió explorar.
Comenzando así la carrera como modelo profesional, apareció en varios medios locales, tales como: las revistas "Buena vida" y "La agenda de novias" (1997), El periódico de moda "Tiempos" y otras publicaciones de gran demanda.
En 1997 animó unas cápsulas televisivas para una firma de cerveza, siendo su primera participación en la televisión.
Su trabajo comienza a verse en el año 2000, cuando la emisión televisiva "Anda pal cará", le abre las puertas para trabajar como reportera, pero a mediados de ese mismo año consigue coanimar el programa "Buscados", con las producciones de Héctor Marcano, junto a Eli Cay y Laura Hernández. 
En el 2001 fue presentadora de "E-ritmo T.V.", un programa de entrevistas y novedades, logrando reconocimiento en la carrera que apenas comenzaba. 
Debutó como actriz en dos series de televisión "Más allá del límite", y "Fuego en el alma", mismo tiempo en que fue seleccionada para participar en una campaña preventiva de VIH junto a Carlos Esteban Fonseca, para GlaxoSmithKline.
En año el 2004, incursiona en el mundo de las telenovelas, comenzando por una corta actuación en "Inocente de ti", con el papel de "Gloria", la novia de "Julio Alberto", donde compartió créditos con Camila Sodi y Valentino Lanus.
Su primer papel protagónico fue en la telenovela "Dueña y señora", una historia donde una humilde chica se enamora de un joven de la alta sociedad, que engreído por su riqueza la hace sufrir hasta el punto que Adriana (papel que interpreta Monroig), decide vengarse.
Fue parte de las novelas producidas por Telemundo Studios:
- "Dame chocolate" (2007), interpretando a dos personajes, Samantha y Deborah Porter, permitiéndole obtener en los "Premios Sin Límite" el premio a mejor villana por su papel de "Samantha".
- "El rostro de Analía" (2008), bajo el papel de "Isabel Martínez".
- "Más sabe el diablo" (2009) interpretando a Virginia Dávila, compartiendo créditos con Jencarlos Canela, Gaby Espino, entre otros.
- "Alguien te mira" (2010), tomando el papel de Matilde Larraín.
- "La casa de al lado" (2011), con el rol antagónico de Rebecca Arismendi.

El 7 de noviembre de 2011 fue parte del panel de jurado en el certamen de Miss Universe Puerto Rico 2012 en Telemundo Puerto Rico.
En el 2018 hizo su regreso a las telenovelas con Mi familia perfecta donde interpreta a Camila Pérez, una mujer defensora de las raíces latinas.

### Labores benéficas
Además de su labor como actriz de telenovelas, Karla es portavoz de la Fundación Susan G. Komen contra el cáncer de mama en Puerto Rico junto a Adamari López, donde realizan una carrera anual por la cura.
También colabora en la recaudación de fondos para el Orfanato Niños de Cristo de República Dominicana y es miembro activo de la Asociación de Síndrome de Down puertorriqueña, participando en campañas publicitarias.

## Trayectoria

### Telenovelas
| Año       | Título                    | Personaje                        | Rol                            |
| --------- | ------------------------- | -------------------------------- | ------------------------------ |
| 2021      | La suerte de Loli         | Rebeca Díaz                      | Reparto                        |
| 2020      | 100 días para enamorarnos | Dulce Barroso                    | Invitada                       |
| 2018      | Mi familia perfecta       | Camila Pérez                     | Reparto                        |
| 2011-2012 | La casa de al lado        | Rebeca Arizmendi Fisterra        | Reparto                        |
| 2010-2011 | Alguien te mira           | Matilde Larraín                  | Reparto                        |
| 2009-2010 | Más sabe el diablo        | Virginia Dávila                  | Reparto                        |
| 2008-2009 | El rostro de Analía       | Isabel Martínez                  | Coprotagonista                 |
| 2007      | Dame chocolate            | Samantha Porter / Deborah Porter | Antagonista / Coprotagonista   |
| 2006      | Dueña y señora            | Adriana Robles / Amanda Soler    | Protagonista                   |
| 2004-2005 | Inocente de ti            | Gloria del Junco                 | Actuación especial 4 capítulos |

### Teatro
- Hasta que la muerte nos separe (2004) - Rose
- Tarzán, salvemos la selva (2003) - Jane
- Brujas (2014-2015)
- "El beso del jabalí" NY (2016) Sofía

### Cine
- Yo creo en Santa Claus  (2004)
- Kamaleón (2003)
- Fuego en el alma (2002)
- Más allá del límite (2001)
- La zapatería (2001)

### Televisión
- Idol Kids Puerto Rico (2013) - Ella Misma (Animadora)
- Miss Universe Puerto Rico (2011) - Ella Misma (Jurado)
- La Gran Fiesta (2004) - Ella Misma (Animadora)
- Ay Mamá!!! (2003) - Ella Misma (Animadora)
- Que Suerte Que Es Domingo (2001) - Ella Misma (Coanimadora)
- Buscados en la Ciudad (2001) - Ella Misma (Animadora)
- Anda Pa’l Cara (2000) - Ella Misma (Actriz, Reportera, Comediante, Coanimadora)

### Radio
- Arrib (2002) (Programa Matutino - Ella Misma (Animadora, Productora)
- Karla en las Tardes (Programa Vespertino) - Ella Misma (Animadora)

## Premios
- 2002-04: Imagen de la campaña publicitaria de Centennial de P.R. (Televisión, Radio, Prensa, Billboards, etc.)
- 2001: Premio al rostro más bello de la TV. (Revista TV Guía)
- 2009: Portada People en español Edición 50 Más Bellos
- 2012: Premio de la Asociación de Cronistas de Espectáculos de New York (ACE) en la categoría "Mejor coactuación femenina" por su papel de Rebecca en la telenovela de Telemundo "La casa de al lado".[1][2]